# La Grande Lutte des mineurs
Pour plus de détails, voir Fiche technique et Distribution.
La Grande Lutte des mineurs est un film français de court métrage commandité par la Fédération nationale des travailleurs du sous-sol et sorti en 1948.

## Synopsis
La lutte des mineurs en novembre et décembre 1948.

## Découpage
Mines, terrils, descente à la mine / Affiche : « Pour reconstruire la France, il faut du charbon ». / Corons / Meeting / Défilé / Manif / On va chercher des vivres chez les paysans / Boutiques fermées / « Les municipalités communistes de la Région parisienne accueillent les enfants des mineurs ». / Banc titre Huma « Un mineur assassiné à Merlebach » / « L'agitation grandit dans les mines ». 9 octobre 48 / ouvriers lisant la V.O / Firminy / les flics chargent / bagarres mineurs CRS / Jules Moch / BT « Moch le menteur ». / les blessés / CRS et auto-mitrailleuses / écrit à la craie sur un mur : « camarades ! serrez les dents, nous les aurons, sans cela c'est le fouet pour nous ! » / grande manif avec drapeaux, charge CRS / CRS = SS / « Mines de Bruay » / Défilé mineurs poings levés.

## Censure
Interrogé sur les motivations du documentaire La Grande lutte des mineurs, qui témoigne des grèves de 1947 et 1948, le réalisateur répond : « J’ai choisi les mineurs, c’est simple, parce que toute une partie de ma famille habitait le Bassin minier que j’ai traversé souvent dans mon enfance et cela m’avait toujours beaucoup impressionné ». Cependant, le film a été interdit par la censure, via un arrêté du 6 décembre 1948, nommé « décret Jules Moch », instituant un visa non commercial pour toute projection cinématographique. La grande grève des mineurs est malgré tout largement diffusé mais essentiellement clandestinement. René Vautier, assistant stagiaire pendant le tournage, est appréhendé par les CRS sur le port de Dunkerque.

## Tournage d'un autre film sur les mêmes lieux
Le réalisateur a cependant obtenu, finalement, l'autorisation pour Le Point du jour (film), un film sur les mineurs à la même époque, projet conçu en 1946. Mais entre la conception puis le tournage et le montage, les événements se sont précipités: la direction des Houillères, après les grèves de 1947, se montre beaucoup moins favorable à ce projet et exige de nombreuses coupes au montage. Les divergences entre la production et la direction se traduisent par une censure exercée par le service de communication des Charbonnages, puis sont surmontées par un accord conclu le 25 mai 1948 : 65 coupes, restrictions et modifications, sont apportés au scénario, pour le rendre cohérent avec la propagande du moment : le film amoindrit le niveau de silicose, et évite de parler des amendes. Lorsque le réalisateur Louis Daquin décrit dans son scénario les craquements de la mine, on peut lire dans la marge l'annotation « contre-propagande ». Parmi les modifications importantes, celles concernant l'évocation de la Catastrophe de Courrières : la date sera supprimée du commentaire, le nombre de victimes passe de 1 100 morts à « Plus de 300 », le nom du puits est modifié. Le film est projeté pour la première fois à Paris, fin décembre 1948. Mais seulement en décembre 1949 pour les habitants du bassin minier où il a été tourné, alors que Daquin avait promis une grande avant-première à Lens.

## Générique
- Réalisation : Louis Daquin
- Photographie : André Dumaître, Louis Félix, René Vautier
- Texte, son et montage : Paula Neurisse, Fabienne Tzanck, Victoria Mercanton.
- Durée : 12 minutes
- Date de sortie : 1948

## Réception
Il fut interdit par la censure en application de l'arrêté du 6 décembre 1948 soumettant les films non-commerciaux à censure préalable. Il ne fut diffusé que dans les ciné-clubs et réseaux de la CGT et du PCF.

## Analyse

### Les suites de la «Bataille du charbon»
Ce film présente les conditions de vie des mineurs du Nord-Pas-de-Calais, puis les raisons de la grève : les Grèves de 1947 en France marquent le début d'un nouveau climat de tension sociale, aggravé fin 1948 par l'annonce faite de baisser le salaire des mineurs, décision à l'origine du référendum organisé par la CGT pour consulter les mineurs sur la grève.
Le ton virulent s'explique par le contexte dans lequel il est tourné, celui du début de la Guerre froide : fer de lance de la Bataille du charbon de 1946, les mineurs se trouvent depuis la fin novembre 1947 en opposition farouche au pouvoir.

### La répression
Le film insiste sur la répression par les CRS et l'armée envoyés par le gouvernement. Le nom du ministre de l'intérieur, le socialiste Jules Moch, est prononcé « moche », pour la rime avec le mot « boche » également utilisé. Les images d'affrontements stigmatisent aussi le recours aux CRS par un « gouvernement soumis aux intérêts américains » (« CRS=SS ») et la présence de l'armée dans les corons, via un montage remarquable.

### L'appel à la solidarité
Le film montre longuement diverses manifestations de solidarité avec les grévistes (dons en nature et en argent, accueil des enfants de grévistes) et appelle les spectateurs à aider les mineurs et leurs familles, que ce soit par une aide financière ou par l'accueil d'enfants de mineurs le temps de la grève. Des séquences montrent les bus des municipalités communistes de la région parisienne (Bezons, Villejuif, Stains, Dugny, Gentilly, Issy-les-Moulineaux, Villeneuve-Saint-Georges) venant chercher les enfants de mineurs.